# جيمس بيتن سميث
جيمس بيتن سميث (بالإنجليزية: James Peyton Smith)‏ هو سياسي أمريكي، ولد في 6 سبتمبر 1925، وتوفي في 14 أغسطس 2006 في مونرو في الولايات المتحدة. حزبياً، نشط في الحزب الديمقراطي. وقد انتخب عضو مجلس نواب لويزيانا.